# كازانوفا وونغ
كازانوفا وونغ هو ممثل كوري جنوبي، ولد في 1945 في غيمجي في كوريا الجنوبية.

## أعمال

### أفلام
- (1977) الراهب ذو القبضة الحديدية

## وصلات خارجية
- كازانوفا وونغ على موقع IMDb (الإنجليزية)
- كازانوفا وونغ على موقع قاعدة بيانات الفيلم (الإنجليزية)